# Syllis curticirris
Syllis curticirris är en ringmaskart som beskrevs av Monro 1937. Syllis curticirris ingår i släktet Syllis och familjen Syllidae. Inga underarter finns listade i Catalogue of Life.